# Волощенко Марія В'ячеславівна
Марія В'ячеславівна Волощенко (25 липня 1989 р.) — український стрибунка у воду.
Народилася в Луганську. Змагаючись у парі з Ганною Писменською, вони фінішували шостими на синхронному 3-метровому трампліні на Олімпійських іграх 2008 року.